# Neue Regierung Arnsberg

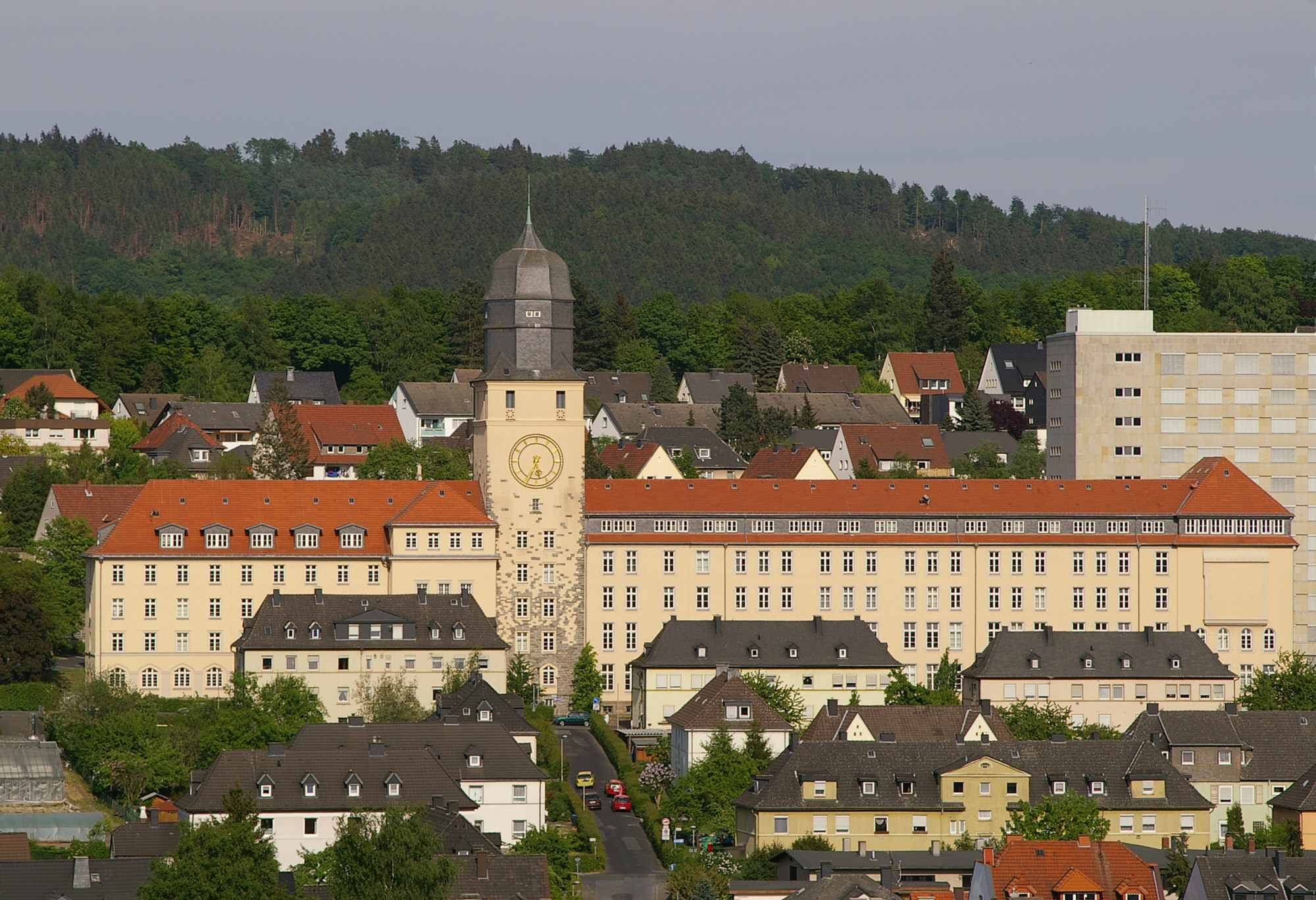
Altbau der Neuen Regierung Arnsberg

Die Neue Regierung Arnsberg ist der Hauptsitz der Bezirksregierung Arnsberg. Sie entstand in mehreren Bauabschnitten. Am Anfang stand der Bau des 1906–1909 errichteten katholischen Lehrerinnenseminars. Nach der Schließung des Seminars 1924 kam es 1926 zum Anbau weiterer Gebäudeteile und zum Einzug der Regierung. Im Jahr 1964 wurde schließlich zusätzlich ein Hochhaus erbaut. Die älteren Teile des Komplexes stehen unter Denkmalschutz.

## Lehrerinnenseminar

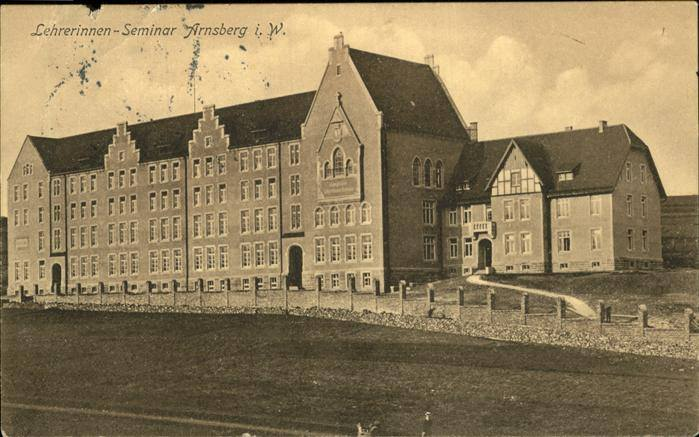
Lehrerinnenseminar Arnsberg (Postkarte um 1913)

Arnsberg wurde zu Beginn des 20. Jahrhunderts zu einem Zentrum der staatlichen katholischen Volksschullehrerausbildung. Es entstanden ein Lehrerseminar und eine dazugehörende Präparandenanstalt. Auch ein Seminar für Lehrerinnen entstand 1905. Dieses verfügte anfangs noch nicht über eigene Baulichkeiten. Zwischen 1906 und 1909 entstand am damaligen Strippweg, damals noch oberhalb der Neustadt gelegen, ein Bau für das Lehrerinnenseminar. Das Seminar verfügte über etwa 90 Plätze im Internatbetrieb. Damit verbunden war eine Übungsschule für 140 bis 160 Schülerinnen.
Mit der Reform der Lehrerausbildung im Freistaat Preußen wurde 1924 das Lehrerinnenseminar geschlossen.
Archivalien zum Seminar finden sich im Geheimen Staatsarchiv Preußischer Kulturbesitz.

## Raumbedarf der Regierung
Die Bezirksregierung Arnsberg hatte seit der Gründung des Regierungsbezirks 1816 ihren Hauptsitz in der Alten Regierung. Dieses Gebäude aus dem 18. Jahrhundert wurde gegen Ende des 19. Jahrhunderts für die wachsenden Aufgaben in einem stark industriell geprägten Bezirk zu klein. Im Jahr 1914 hatte die Behörde bereits 233 Beschäftigte. Um die Wende zum 20. Jahrhundert waren einzelne Abteilungen in insgesamt sechs oder sieben weiteren Gebäuden untergebracht. Zudem gab es Vorstöße, die Regierung aus dem kleinstädtischen Arnsberg in eine Ruhrgebietsstadt zu verlegen.
Um der Raumnot zu begegnen, wurde bereits vor dem Ersten Weltkrieg der Bau eines neuen Regierungsgebäudes im Bereich der Löckestraße geplant. Durch den Krieg kamen diese Pläne nicht zur Ausführung. Die Raumnot vergrößerte sich noch. Im Jahr 1925 waren bei der Bezirksregierung bereits 304 Personen beschäftigt. Nach dem Ersten Weltkrieg musste an der Henzestraße sogar eine Bürobaracke errichtet werden. Im Jahr 1924 gab es neue Presseberichte, die über eine angeblich bevorstehende Verlegung der Regierung ins Ruhrgebiet berichteten. Allerdings stand dem die Ruhrbesetzung von 1923/24 entgegen.
Vor diesem Hintergrund erwies sich das Ende des Lehrerinnenseminars als Möglichkeit, die Regierung an einem Standort unterzubringen. Die Umbaupläne fanden rasch die Zustimmung der übergeordneten Behörden. Für die Stadt fiel der Bau in eine krisenhafte Zeit. Unter anderem die damalige Wirtschaftskrise und die Schließung der Eisenbahnhauptwerkstätte führten zu einem starken Ansteigen der Arbeitslosigkeit. Die Großbaustelle versprach für eine nennenswerte Zahl von Arbeitskräften zumindest für einige Zeit Beschäftigungsmöglichkeiten.

## Bau
Die Bauarbeiten standen unter der Leitung von Regierungs- und Baurat Steffen, Regierungsbaurat Böttcher und Regierungsbaumeister Winkelmüller. Die großen Lehrsäle wurden in 130 Büroräume umgebaut. Auch die Fassade wurde umgestaltet.
An das Seminargebäude wurden ein Uhrturm und der sogenannte Kassenflügel angebaut. Dieser ist vierstöckig, während das frühere Lehrerinnenseminar fünfstöckig ist. Der Kassenflügel hat Dachgauben und im Erdgeschoss arkadenartige Fenster. Der Turm ist fünfstöckig aus teilverputztem Bruchsteinmauerwerk, in einem  Aufsatzgeschoss ist eine große Uhr eingelassen. Gekrönt wird der Turm von einer achtseitigen welschen Haube. Er erhebt sich am Achsenende der Henzestraße. Eine weitere Erweiterung in nördlicher Richtung mit einem weiteren Turm kam nicht zur Ausführung.
Es entstand ein insgesamt 19-achsiger Großbau in bevorzugter Lage. Er wurde zu einem Wahrzeichen der Neustadt. Trotz der unterschiedlichen Bauzeiten wirken die beiden Bauteile mit ihrer leicht gotisierenden Formensprache durchaus harmonisch.

## Hochhausanbau

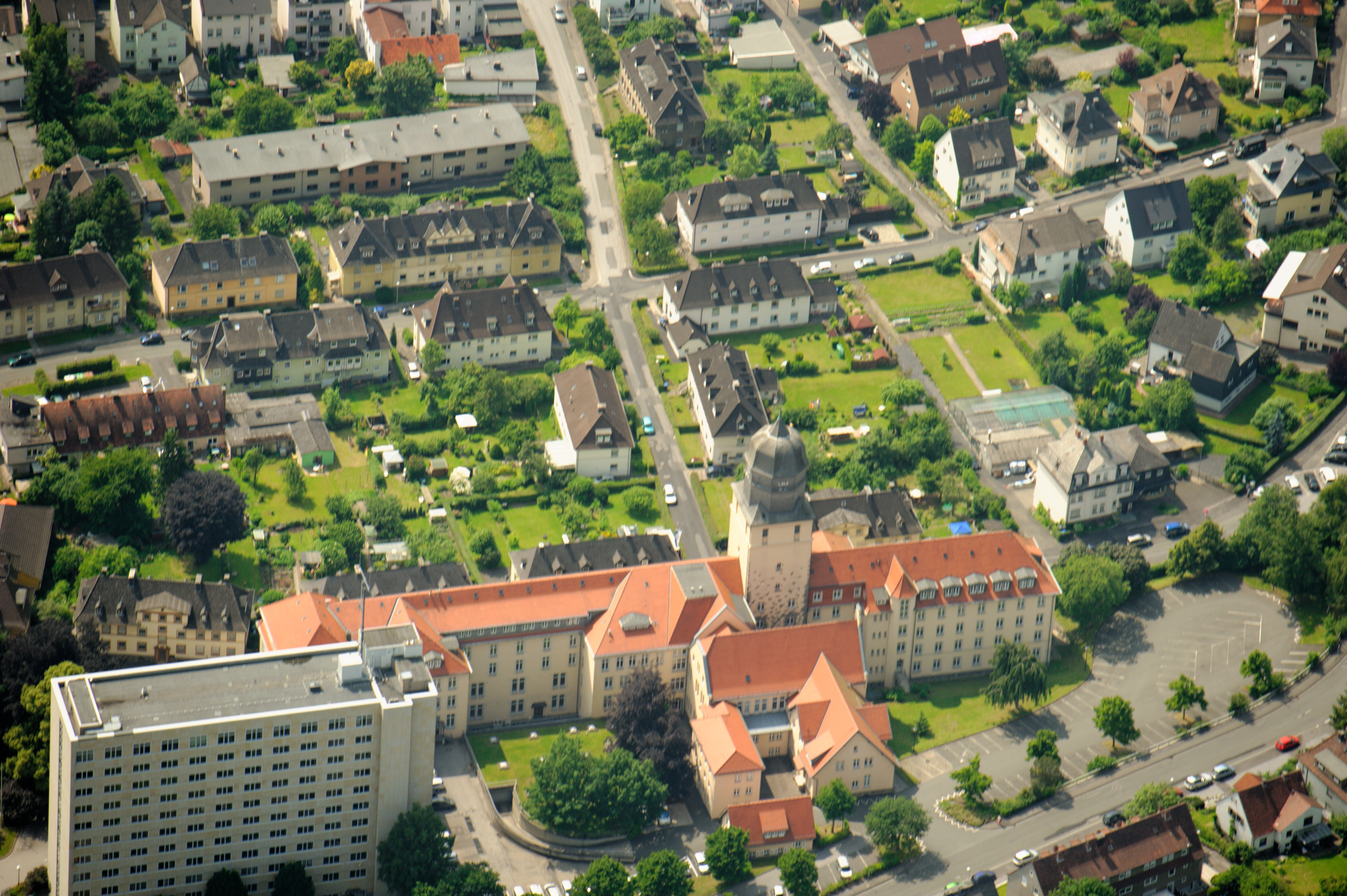
Luftbild mit Hochhausbau

Durch die Erweiterung entfiel ein wesentliches Argument der Befürworter einer Regierungsverlegung. Der Bau reichte aber nur zeitweise für die weiter wachsenden Aufgaben aus. Zwischen 1961 und 1964 wurde ein elfgeschossiger Hochhausbau angebaut. Städtebauliches Ziel war es, durch einen massiv gestalteten, ins Auge fallenden Baukörper der Neustadt einen städtebaulichen Mittelpunkt zu geben. Dabei sollte dieser mit dem Altbau harmonisch verbunden werden. Architekt war Peter Poelzig aus Berlin. In der Stadt selbst war der dominante Bau nicht unumstritten. Auch dieser erwies sich auf Dauer als nicht ausreichend.
Der Altbau wurde 1986 unter der Nummer DL 193 in die Denkmalliste der Stadt Arnsberg eingetragen.